# Austrocheirus
Austrocheirus iassii
Genre
Espèce
Austrocheirus est un genre éteint de dinosaures théropodes qui ont vécu à la fin du Crétacé.
Décrit par Martín Ezcurra (d), Federico Agnolín (d) et Fernando Novas en 2010, il contient l'unique espèce Austrocheirus isasii. Le nom générique signifie « la main du sud ». Le nom spécifique est attribué en l'honneur de Isasi (d) qui a notamment découvert l'holotype de cette espèce.
Les fossiles ont été retrouvés le 17 mars 2002 dans le sud de la Patagonie, dans la formation de Pari Aike (d), qui date du Maastrichtien, autour de 72 à 66 millions d'années. Ces fossiles se composent de fragments d'une main, tibia, os axial, et d'un os du pied.

## Publication originale
- (en) Martín D. Ezcurra, Federico L. Agnolín et Fernando E. Novas, « An abelisauroid dinosaur with a non-atrophied manus from the Late Cretaceous Pari Aike Formation of southern Patagonia », Zootaxa, Magnolia Press (d), vol. 2450, no 1,‎ 10 mai 2010, p. 1-25 (ISSN 1175-5334 et 1175-5326, OCLC 49030618, DOI 10.11646/ZOOTAXA.2450.1.1, lire en ligne).